# 2017 în Algeria
Acest articol prezinta evenimente marcante din anul 2017 în Algeria .

## Decese
- 26 ianuarie – Bakhti Belaïb⁠(d), politician (născut în anul 1953).
- 6/7 februarie – Smail Hamdani⁠(d), politician, fost prim-ministru al Algeriei (născut în anul 1930).